# ثيا لافوند
ثيا نويليفا لافوند (من مواليد 5 أبريل 1994) هي لاعبة ألعاب قوى أمريكية من أصل دومينيكي تتنافس في رياضة القفز الثلاثي. شاركت في دورة الألعاب الأولمبية الصيفية 2024، في باريس وفازت بالميدالية الذهبية في القفز الثلاثي لتحصد أول ميدالية أولمبية لبلادها على الإطلاق، وسجلت رقمًا قياسيًا وطنيًا جديدًا بلغ 15.02 مترًا في هذه العملية. كافأتها حكومة دومينيكا بمبلغ 400000 دولار، وتعيينها سفيرة رياضية وطنية، وجواز سفر دبلوماسي، بالإضافة إلى قطعة أرض تبلغ مساحتها 7459 قدمًا مربعًا (693.0 مترًا مربعًا) في قرية وارنر، أبرشية سانت بول. كما سيتم بناء منشأة لألعاب القوى وتسميتها على شرفها، وستُمنح جائزة دومينيكا للشرف خلال احتفالات يوم الاستقلال في أوائل نوفمبر.
لافوند أيضًا بطلة العالم في القفز الثلاثي داخل الصالات 2024.